# Jeunes MR
Jeunes MR è un'organizzazione politica giovanile del partito politico belga Movimento Riformatore. È composta da persone di età compresa tra i 15 e i 35 anni.
Jeunes MR condivide i valori del Movimento Riformatore (MR), pur operando come entità indipendente. Il suo obiettivo è quello di promuovere la partecipazione dei giovani alla vita politica, in particolare sensibilizzandoli ai progetti di riforma.

## Organizzazione
Jeunes MR sono presenti attraverso le federazioni provinciali della Vallonia e le federazione regionale di Bruxelles-Capitale. Oggi contano più di 110 sezioni locali.

## Storia

### Dai JLP alla scissione della Federazione nazionale
Nel 1966, il JLP raccolse più di 19.000 membri, ma le tensioni comunitarie tra fiamminghi, valloni e abitanti di Bruxelles erano già evidenti. La federazione nazionale di JLP si sarebbe divisa qualche anno dopo, sebbene fosse il più grande movimento politico giovanile del Belgio e l'unico movimento nazionale indipendente da un partito, di cui Charles Petitjean era il presidente.

### Dai JunioR ai Jeunes MR
Nel gennaio 2013, Lora Nivesse è stata eletta contro Françoise Parent. Ha lanciato la piattaforma Génération Défi, che ha servito da collegamento tra Jeunes MR e l'MR. È stata rieletta nel gennaio 2015 ma si è dimessa rapidamente, lasciando la presidenza a Mathieu Bihet di Liegi. Nell'ottobre 2019, Steve Detry gli è succeduto. Quest'ultimo si è dimesso nel 2020 e Laurie Semaille ha assunto la carica di presidente ad interim.
Nell'ottobre 2021, Laura Hidalgo è stata eletta presidente.
Nell'ottobre 2023, Laura Hidalgo è stata rieletta per 2 anni, con una maggioranza risicata (50,27%), sostenuta dai vicepresidenti Guillaume Soupart e Théo Jacque che, a soli 19 anni, è diventato il secondo vicepresidente più giovane dell'organizzazione.